# Agios Vasileios (Cipro)
Agios Vasileios (in greco Άγιος Βασίλειος?; in turco: Ayvasıl o Türkeli) è un villaggio nel nord dell'isola mediterranea di Cipro. Il villaggio si trova a 18 km a ovest di Lefkoşa e 17 km a est di Morfou e appartiene formalmente al distretto di Nicosia della Repubblica di Cipro. Nel 1974, unità dell'esercito turco catturarono il villaggio, e dal 1983 si trova nella Repubblica Turca di Cipro del Nord e appartiene al suo distretto di Lefkoşa.

## Monumenti e luoghi d'interesse

### Architetture religiose
La chiesa di Agiou Vasilou, restaurata nel 2008, e le cappelle di Agia Marina e Agiou Trifona si trovano sul confine comunale.

## Società

### Evoluzione demografica
Nel 1958, ad Agios Vasileios vivevano 492 greci e 117 turchi.  Durante i fatti del Natale di sangue del 1963, 21 residenti turchi di Agios Vasileios furono assassinati vicino al villaggio da estremisti greci. Fino ad allora, 436 greci e 94 turchi vivevano lì. Nel 1958, un grave incidente che coinvolse diverse centinaia di persone poté essere evitato solo con grande difficoltà. Il 3 agosto 1974, i turco-ciprioti assassinarono 14 greco-ciprioti nel villaggio, nella cui scuola 64 alunni avevano studiato fino al 1973. Tutti gli abitanti greci dovettero fuggire dopo l'invasione turca.